# Felipe Seade
Felipe Seade (Antofagasta, Chile, 23 de agosto de 1912-Montevideo, Uruguay, 18 de enero de 1969), pintor y docente uruguayo de origen chileno.

## Biografía
Nació en Antofagasta, Chile, el 23 de agosto de 1912. Era el hijo mayor de una familia de inmigrantes libaneses. A los once años la familia se radicó en Montevideo y a los 12 años empezó a trabajar, como ayudante del muralista Enrique Albertazzi y el pintor Guillermo Rodríguez, quien lo estimuló para que tomara cursos de pintura en la escuela del Círculo de Bellas Artes. A los 13 años hizo su primera exposición en Cerrillos. Entre 1931 y mediados de la década del 50 Seade participó en numerosos salones nacionales y municipales. 
Desde los 22 años en adelante, Seade sumó las tareas docentes a su intensa actividad artística; primero como profesor de dibujo en el Liceo de Colonia, donde alcanzó a pintar el mural Alegoría al Trabajo (1936), y luego como profesor de la Escuela de Bellas Artes en Montevideo, donde ejerció la docencia durante 25 años, y finalmente en el Instituto de Profesores Artigas.
La vida artística de Seade no se puede entender al margen de su vida política como militante comunista. Seade quería pintar para el pueblo, no "para los comedores de los burgueses". Su ideal era pintar murales, la manera como su generación llegaba a las masas, pero los únicos que llegó a ejecutar fueron el de Colonia y "La marcha del Pueblo a la Piedra Alta" (1939) en el salón de actos del Liceo de Florida. Sin embargo, una parte muy significativa de la obra de Seade está formada por bocetos de murales, bocetos de los bocetos, esquicios y apuntes.
Otra de las vetas más significativas de la obra de Seade fue la representación de personajes de la vida uruguaya. Gauchos, hinchas de fútbol, lavanderas, niños, mujeres. No desde la perspectiva distante o "turística" de la pintura tradicional, sino con la pasión de un realista social convencido.
Además de pintor, Seade fue un prolífico dibujante. Parte de su obra de dibujante es pública, principalmente la larga serie de ilustraciones que desarrolló para la revista Mundo Uruguayo, parte son apuntes para cuadros o piezas individuales.
Aunque participó visiblemente en salones y fue en vida una de las figuras artísticas más visibles del Uruguay, Seade eludió, cuando no combatió, el mundo de las galerías y de los críticos. Probablemente esa es una de las razones por las cuales su pintura no alcanzó durante los años posteriores a su fallecimiento en 1969 la presencia que naturalmente le correspondía. Críticos de importancia de distintas generaciones como Gabriel Peluffo Linari, Fernando García Esteban y Atahualpa del Cioppo (que antes que hombre de teatro fue crítico de arte) reconocen la importancia de Seade.
En 2013 fue restaurado el mural Alegoría del Trabajo que Seade había pintado junto a sus alumnos en el edificio que en 1936 era el Liceo Departamental de Colonia.